# Rudolf Weilhartner
Rudolf Weilhartner (* 1935 in Zell an der Pram) ist ein österreichischer Autor und Lehrer.

## Leben
Rudolf Weilhartner besuchte als Sohn eines Kleinbauern die Lehrerbildungsanstalt Linz und studierte Germanistik und Theaterwissenschaften an der Universität Wien. Neben dem Studium machte er Broterwerbsversuche von Tätigkeiten für den ORF bis zum Tellerwäscher. Er schrieb für Ö3 mit Alfred Komarek 1967–1969 die Sendung Entre nous. Nach einem gescheiterten Versuch als freier Schriftsteller wurde er nach einigen Jahren wieder Lehrer.
Weilhartner schreibt vor allem Lyrik, aber auch Hörspiele und kleine Prosa.
In den 1970er- und 1980er-Jahren war er einige Zeit mit anderen Mitherausgeber, Redakteur und Autor der Literaturzeitschrift des Landes Oberösterreich Die Rampe, Hefte für Literatur.
1993 vertonte Balduin Sulzer ein Duett mit dem Titel Mein Land nach seinem Text.
Er ist Mitglied der Innviertler Künstlergilde. Er war Mitglied des Vereins zur Förderung zeitgenössischer Kunst, Galerie Club der Begegnung.
Rudolf Weilhartner lebt und arbeitet in Riedau auf einem stillgelegten Bauernhof im Ortsteil Schwaben.

## Publikationen
- Genesismeditation. 1967.
- Schneefelder.  Lyrik, Kulturamt der Stadt Linz, Linz 1968.
- Landessprache. Gedichte, OLV-Buchverlag, Linz 1981, ISBN 3-85214-323-3.

## Hörspiele
- 1967: Schamscha. Eine Hörspielmeditation – Regie: Ernst Willner (Original-Hörspiel – ORF Kärnten)
- 1975: Pfauenschrei – Regie: Ferry Bauer (Hörspiel – ORF Oberösterreich)

Quelle: Ö1-Hörspieldatenbank

## Auszeichnungen
- 1979 Kulturpreis des Landes Oberösterreich